# Ань Хе
Ань Хе (кит.: 何岸, англ. An He, також відомий під псевдонімом Ганс Амі фр. Hans Amis, 1957, Гуанчжоу, КНР) — американський художник китайського походження.

## Життєпис
Батько Ан Хі був художником і викладачем мистецтвознавства в Гуанчжоу. 
Закінчив художнє училище «ХуаЧяо», і ще будучи студентом, в 24 роки, став наймолодшим членом Асоціації художників Китаю. 
У 1985 емігрував до США. Живе у Нью-Йорку, а з 1988 в Сан-Франциско.

## Відзнаки
- Національна мистецькі премії в Китаї.
- Три його твори було придбано урядом Китаю для постійних колекцій, що експонуються в Національному музеї образотворчих мистецтв у Пекіні.